# Österreichisches Spendengütesiegel
Das Österreichische Spendengütesiegel ist eine von der österreichischen Kammer der Steuerberater und Wirtschaftsprüfer (KSW) an Non-Profit-Organisationen (NPO) vergebene Auszeichnung, die diesen bestätigt, einem System von objektiven und nachvollziehbaren Standards sowohl bei der Spendenaufbringung als auch bei der Verwaltung der Spenden zu genügen.

## Das Gütesiegel
Das Spendengütesiegel steht für Transparenz und Verantwortungsbewusstsein der betreffenden Organisation im Umgang mit Spendengeldern und soll so bei den Spendern mehr Sicherheit schaffen, und damit wiederum das Vertrauen in Hilfsorganisationen stärken.
Möchte eine Organisation das Spendengütesiegel verwenden, so muss sie sich jährlich einer Prüfung durch einen unabhängigen Wirtschaftsprüfer unterziehen. Zu den sieben Bereichen, die bei dieser Prüfung begutachtet werden, zählen unter anderen die „Ordnungsmäßigkeit der Rechnungslegung“, die „Satzungsgemäße und widmungsgemäße, d. h. den Werbemaßnahmen entsprechende Verwendung der Spenden“ sowie die „Lauterkeit der Werbung und Regelung der Verantwortlichkeit dafür“. Insgesamt gilt es 35 Kriterien anhand von mehr als 300 Einzelfragen zu erfüllen, um von der KSW das Spendengütesiegel verliehen zu bekommen.
Am 14. November 2001 wurde das Österreichische Spendengütesiegel erstmals verliehen. Unter den 44 Organisationen, die damals ausgezeichnet wurden, waren unter anderen amnesty international Österreich, Ärzte ohne Grenzen, Greenpeace Österreich, Menschen für Menschen, SOS-Kinderdorf und World Vision GEV.
Derzeit (27. Jänner 2021) sind 271 Organisationen berechtigt, das Österreichische Spendengütesiegel zu führen.
Hinter dem Österreichischen Spendengütesiegel stehen auf Basis eines „Kooperationsvertrags“ die Kammer der Steuerberater und Wirtschaftsprüfer und sechs NPO-Dachverbände. Diese sind:
- Fundraising Verband Austria – FVA
- Diakonie Österreich
- Interessenvertretung Gemeinnütziger Organisationen – IGO
- Ökobüro – Koordinationsstelle österreichischer Umweltorganisationen
- Arbeitsgemeinschaft der missionierenden Orden – ARGE
- Koordinierungsstelle der österreichischen Bischofskonferenz für internationale Entwicklung und Mission – KOO

Der Kriterienkatalog zur Vergabe des Spendengütesiegels wird laufend von der Arbeitsgruppe Spendengütesiegel überarbeitet und wurde zuletzt mit Gültigkeit ab 1. Juli 2020 aktualisiert.